# Bancaran
Bancaran is een bestuurslaag in het regentschap Bangkalan van de provincie Oost-Java, Indonesië. Bancaran telt 9176 inwoners (volkstelling 2010).